# العائلة الكريمة (فلم)
العائلة الكريمة هو فيلم مصري تم إنتاجه عام 1964، من إخراج فطين عبد الوهاب وبطولة هدى سلطان وفريد شوقي.

## قصة الفيلم
- (ست أبوها) فتاة تسكن مع أمها في أحد الأحياء الشعبية، وتتزوج من الرجل الفقير صلاح، ولا ترضى بعيشتها معهن وذات يوم تقرر المرأتان الرحيل إلى اسطنبول، وهناك تتعرف على رجل ثري يساعدها في أن تكون امرأة مرموقة في المجتمع، وتصبح مطربة مشهورة، تعود مع الثري التركي إلى مصر، وذلك في محاولة طلب الطلاق من صلاح، حتى تتزوج من الثري، إلا أن الزوج يقرر تأديب زوجته، فيطلبها مع أمها إلى بيت الطاعة، وهناك ينجح في تهذيب المرأة، وإعادتها إلى طبيعتها الأولى، ينجح في إبعادها عن أمها، ويكتشف الثري التركي الخديعة، فيقرر العودة إلى بلاده، تتغير الزوجة، وتتنازل عن مكانتها الاجتماعية، وشهرتها، وتصبح زوجة صالحة، وتعيش سعيدة مع صلاح، بعد أن قررت الأم أن تتركها لحياتها.

## تمثيل
- هدى سلطان
- فريد شوقي
- ماري منيب
- عادل أدهم
- محمد الديب
- أحمد خميس
- زينات علوي

## أغاني الفيلم
- رمان الجناين يا اخضر

غناء: هدى سلطان

كلمات: فتحي قوره والحان: محمد فوزي

## روابط خارجية
- مقالات تستعمل روابط فنية بلا صلة مع ويكي بيانات